# Nkosi Tafari
Nkosi Tafari Burgess (Manhattan, 23 marzo 1997) è un calciatore statunitense, difensore del Los Angeles FC.

## Biografia
Nel 2021, ha annunciato che avrebbe cambiato il suo secondo cognome in Tafari invece di Burgess, scegliendo di prendere le distanze dal cognome che era stato "tramandato da padrone a schiavo" e dicendo "voglio tornare alle mie radici ed essere orgoglioso di essere africano".

## Carriera

### Club

#### College
Tafari ha iniziato a giocare a calcio presso l'Università del Connecticut nel 2015. Con gli Huskies ha collezionato 46 presenze, un gol e un assist tra il 2016 e il 2018. Nel 2019, ha giocato con la squadra che rappresenta l'Università di Seattle, totalizzando 20 presenze, un gol e un assist, vincendo anche i premi individuali di WAC Defensive Player of the Year e United Soccer Coaches All-Region First Team.

#### Professionismo
Il 9 gennaio 2020, è stato scelto nel corso del 14º giro assoluto dell'MLS SuperDraft 2020 dall'FC Dallas. Ha firmato con il club il 18 febbraio 2020.
Il 20 giugno 2021 ha esordito in MLS con la maglia dell'FC Dallas, nell'incontro pareggiato per 1-1 contro il Minnesota Utd. Il 22 agosto successivo, invece, ha segnato la sua prima rete in MLS contro gli Houston Dynamo (2-2), realizzando la rete del temporaneo 1-1.

### Nazionale
Il 5 gennaio 2024 viene convocato per la prima volta in nazionale maggiore.

## Statistiche

### Presenze e reti nei club
Statistiche aggiornate all'11 settembre 2022.
| Stagione           | Squadra            | Campionato         | Campionato | Campionato | Coppe nazionali | Coppe nazionali | Coppe nazionali | Coppe continentali | Coppe continentali | Coppe continentali | Altre coppe | Altre coppe | Altre coppe | Totale | Totale |
| Stagione           | Squadra            | Comp               | Pres       | Reti       | Comp            | Pres            | Reti            | Comp               | Pres               | Reti               | Comp        | Pres        | Reti        | Pres   | Reti   |
| ------------------ | ------------------ | ------------------ | ---------- | ---------- | --------------- | --------------- | --------------- | ------------------ | ------------------ | ------------------ | ----------- | ----------- | ----------- | ------ | ------ |
| 2020               | FC Dallas          | MLS                | 0          | 0          |                 | -               | -               |                    | -                  | -                  |             | -           | -           | 0      | 0      |
| 2021               | FC Dallas          | MLS                | 22         | 1          |                 | -               | -               |                    | -                  | -                  |             | -           | -           | 22     | 1      |
| 2022               | FC Dallas          | MLS                | 25         | 0          | USOC            | 2               | 0               |                    | -                  | -                  |             | -           | -           | 27     | 0      |
| Totale FC Dallas   | Totale FC Dallas   | Totale FC Dallas   | 47         | 1          |                 | 2               | 0               |                    | -                  | -                  |             | -           | -           | 49     | 1      |
| 2020               | North Texas        | USL1               | 6          | 1          |                 | -               | -               |                    | -                  | -                  |             | -           | -           | 6      | 1      |
| 2021               | North Texas        | USL1               | 2          | 1          |                 | -               | -               |                    | -                  | -                  |             | -           | -           | 2      | 1      |
| Totale North Texas | Totale North Texas | Totale North Texas | 8          | 2          |                 | -               | -               |                    | -                  | -                  |             | -           | -           | 8      | 2      |
| Totale carriera    | Totale carriera    | Totale carriera    | 55         | 3          |                 | 2               | 0               |                    | -                  | -                  |             | -           | -           | 57     | 3      |